# Hoge Lane

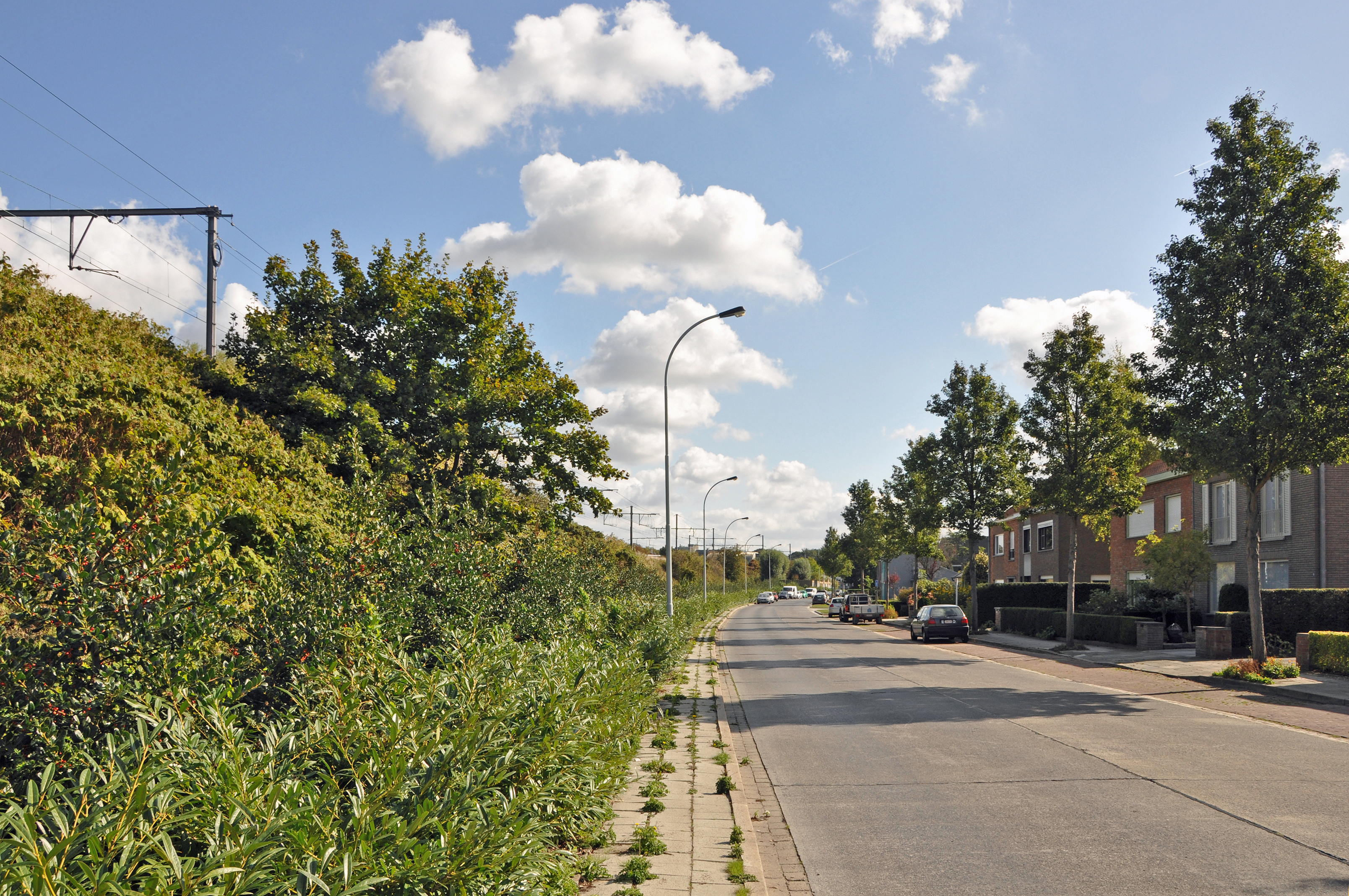
De Hoge Lane in Sint-Andries

De Hoge Lane is een straat in Sint-Andries, een deelgemeente van Brugge. De straat werd aangelegd in 1967. Zij verbindt de Legeweg met de Paul Gilsonstraat en loopt langs de spoordijk van de lijn 50A Brussel - Oostende. Hoge Lane is een toponiem dat al in de 16de eeuw op die plaats voorkomt en mogelijk afgeleid is van de naam van een waterloop. Ooit was het ook de naam van een (inmiddels gesloopte) herberg aldaar.